# Denis McDonough
Denis Richard McDonough (Stillwater, 2 dicembre 1969) è un funzionario statunitense, Segretario degli Affari dei Veterani dal 2021 al 2025 durante l'amministrazione Biden e Capo di gabinetto della Casa Bianca sotto l'amministrazione Obama dal 2013 al 2017.

## Biografia

### Vita e formazione
McDonough è nato il 2 dicembre 1969 a Stillwater, in Minnesota. Era uno degli undici figli di William e Kathleen McDonough, una famiglia cattolica praticante. McDonough ha frequentato la St. John's University di Collegeville, Minnesota, dove ha giocato come difensore nella squadra di football americano della St. John's nel College Football Hall of Fame con l'allenatore John Gagliardi. Come membro della squadra, ha vinto due titoli nel Minnesota Intercollegiate Athletic Conference. Si è laureato con il massimo dei voti in storia e in lingua spagnola. Dopo la laurea, McDonough ha viaggiato molto in tutta l'America Latina, insegnando in un liceo del Belize. Ha poi frequentato la Georgetown University e si è laureato in Diritto internazionale nel 1996.

### Gli inizi della carriera
Dal 1996 al 1999, McDonough ha lavorato nello staff della Commissione Affari Esteri della Camera, dove si è concentrato sull'America Latina. McDonough ha servito come consigliere di politica estera di alto livello per il senatore democratico Tom Daschle.
Dopo la sconfitta elettorale del 2004 di Daschle, McDonough divenne direttore legislativo per il neoeletto senatore Ken Salazar, partecipando così al Center for Progress americano nel 2004.
Nel 2007, il senatore Barack Obama, principale consigliere di politica estera di Mark Lippert della Nevy Reservist , ha reclutato e chiamato in servizio attivo McDonough come suo sostituto nel corso del dispiegamento in Iraq di Lippert. McDonough ha continuato a servire come consigliere anziano di politica estera di Obama durante la sua campagna presidenziale del 2008.

### Amministrazione Obama
Dopo l'elezione del presidente Obama, ha fatto parte della sua amministrazione, nel Consiglio della Sicurezza Nazionale e della Comunicazione Strategica. Il 22 ottobre 2010, Barack Obama ha annunciato che McDonough avrebbe sostituito Thomas E. Donilon come Vice Consigliere per la sicurezza nazionale.
McDonogh era presente nella foto scattata nella Situation Room della Casa Bianca durante il monitoraggio del raid che ha portato alla morte di Osama Bin Laden nel maggio 2011.
Il 25 gennaio 2013 Obama ha nominato Denis McDonough come Capo di gabinetto della Casa Bianca. Nel febbraio 2013 McDonough ha esortato i legislatori a confermare rapidamente Chuch Hagel e John O. Brennan ai loro posti nella squadra di sicurezza nazionale di Obama, esprimendo "grave preoccupazione" per i ritardi. La Stampa ha rivelato che il 5 maggio 2013 McDonough, di fede cattolica e quindi vicino a Papa Francesco, abbia influito sul presidente affinché posticipasse l'attacco subordinato in Siria.
È rimasto al vertice dello staff del presidente Obama fino al gennaio 2017.

### Amministrazione Biden
L'8 febbraio 2021 diviene Segretario degli Affari dei Veterani degli Stati Uniti d'America nominato del presidente Joe Biden.